# Marc Hogan
Marc Hogan (* 3. října 1981) je americký novinář. Studoval na Medill School of Journalism na Severozápadní univerzitě. Roku 2004 začal přispívat do internetového magazínu Pitchfork Media. Přispěl také do knihy The Pitchfork 500: Our Guide to the Greatest Songs from Punk to the Present. Rovněž přispíval do dalších periodik, včetně Spin, Paste a Chicago Tribune. Jeho tvorbu ocenil i deník The New York Times.